# フェミニスト哲学
フェミニスト哲学（ふぇみにすとてつがく、英: Feminist philosophy）とは、フェミニスト的観点から研究される哲学のことである。フェミニスト哲学は哲学の方法を用いてフェミニスト運動を推進しようとする試みを意味することもあれば、伝統的な哲学の概念をフェミニスト的枠組みから批判もしくは再評価する試みを指すこともある。
フェミニスト哲学には単独の学派があるわけではない。フェミニスト哲学者は分析哲学と大陸哲学のどちらの潮流にもおり、哲学的問題に関して様々な観点から取り組んでいる。そしてフェミニスト哲学者がフェミニストとして支持する主張もまた多様である。
フェミニスト認識論者は、我々がいかにして知識を獲得するか、そして合理性とは何かについての伝統的な考えに挑戦するため、これらの伝統的な哲学的考えは男性的な想定と観点に基いており、女性の声を無視していると論じてきた。

## フェミニスト哲学の批判者
フェミニスト哲学の批判者は、政治的もしくは文化的な運動としてのフェミニズムを批判しているとは限らない。批判されているのは、「フェミニスト哲学」という名のもとで推し進められている哲学的な立場の一部についてである。
フェミニスト哲学を何らかの形で批判している著述家や思想家には次の人物がいる。
- スーザン・ハーク
- ポール・グロス
- ノーマン・レヴィット
- エスター・ヴィラ―

オーストラリアの哲学者マイケル・エルドレッドは、ジェンダー問題について現象学的アプローチを用いて研究している。彼によれば、男性性と女性性は、それぞれ男性と女性に離れがたく帰属するものとしてではなく、人間が自らを「誰々である」と現前させる際にもたれる性質の一つであり、女性と男性の両性に開かれているものである。「女性的」な存在は、したがって、あなた－わたし間に生まれる「裂け目（interstitial）」的な出会いの様態の一つだと考えられるのであり、自らが何者であるかを規定する自己現前において見出されるものではない。このアプローチは、ドイツにおける弁証法哲学や、ハイデガーによるギリシャの存在論への回帰的問いかけから受け継がれたものである。ハイデガーはその問いかけにより、（人間）存在が取り得た、隠れた他の可能な歴史的様態を求め、すでに確立された西洋の「実体的」現前の様態とは異なる可能性を探ったのだった。